# Boca de Chávez (Venezuela)
Pour les articles homonymes, voir Boca de Chavez.
Boca de Chávez est la capitale de la paroisse civile de Boca de Chávez de la municipalité de San Juan de Capistrano dans l'État d'Anzoátegui au Venezuela.